# Edifici al carrer Lasauca, 30 (Figueres)
L'edifici del Carrer Lasauca, 30 és una obra del municipi de Figueres (Alt Empordà) inclosa en l'Inventari del Patrimoni Arquitectònic de Catalunya. És un edifici situat en una cantonada al centre de la ciutat.

## Descripció
És un edifici de grans dimensions que dona a tres carrers, amb planta baixa, dos pisos i golfes i coberta terrassada. La planta baixa està ocupada per un local comercial, però la resta de la façana ocupa la seva estructura original tot i haver estat rehabilitada recentment. Les obertures del primer i segon pis, tenen balcó, algunes de les quals corregudes i altres individuals, amb una motllura que emmarca tota la finestra, imitant carreus als costats i un guardapols a la part superior. Les obertures de la planta golfes, són òculs decorats per una motllura trapezoïdal. També trobem les cantonades decorades amb una motllura que imita carreus cantoners.